# Josef Humpál
Josef Humpál, noto anche come Pépi Humpal (Olomouc, 30 gennaio 1918 – Neuchâtel, 20 dicembre 1984), è stato un allenatore di calcio e calciatore cecoslovacco, di ruolo attaccante.

## Carriera
Giocò nelle massime divisioni di Cecoslovacchia e Francia. Fu capocannoniere della Division 2 nel 1947 e della Division 1 nel 1949, a pari merito con Jean Baratte. Allenò poi in Francia ed in Svizzera.

## Palmarès

### Giocatore

#### Club
- Ligue 2: 1

Sochaux: 1946-1947

#### Individuale
- Capocannoniere della Ligue 1: 1

1948-1949 (26 gol)